# Kovách László (ügyvéd)
Telegdi Kovách László (Debrecen, 1816. március 24. – Debrecen, 1894. szeptember 4.) ügyvéd, író, utazó és birtokos.

## Élete
Kovács László könyvkereskedő, később tanyai birtokos és Tóth Juliánna fia. Iskoláit 1822. június elején a debreceni református kollégiumban kezdette; 1831. november 9-én aláírt (subscribált) mint felsőbb osztályú tanuló. 1834. október 3-án hagyta el az iskolát és Kézsmárkra ment jogot hallgatni és a német nyelv elsajátítása végett; a szünnapok alatt Szepesszombaton tartózkodott 1835. október 1-ig.
Hazatérve Debrecenbe, a tiszántuli kerületi táblánál, 1836 őszén pedig Pesten a királyi tábla mellett jurátus lett. 1837. szeptember 30-án nyert ügyvédi oklevelet. Mint gyakorló ügyvéd szülővárosában telepedett le. 1838. április 20-án elindult Bécs felé, hogy Dél-Németországot gyalog beutazza. Lajos öcscsével, aki ekkor Bécsben a könyvkereskedést tanulta, együtt utazták be Alsó-Ausztriát, Salzburgot, Tirolt, Svájc egy részét és Bajorországot. Július 10-én érkeztek haza Debrecenbe. Ez időtől fogva kizárólag az ügyvédkedéssel és az irodalommal foglalkozott.
1840-ben Lajos öccse számára Telegdi K. Lajos cég alatt könyvkereskedést nyitott. 1841-ben letette a váltójogi vizsgát. Az 1848-49. évet mint az Alföldi Hirlap szerkesztője küzdötte át; emellett 1848. november 10-től 1849. március 10-ig mint debreceni veres pántlikás és időközben Bem József alatt az erdélyi hadjáratban vett részt. Az oroszok bejövetele után Pesten rejtőzködött.
1850. március végén haza került és folytatta az ügyvédkedést, mígnem 1854. augusztusban az ügyvédségtől eltiltották. Új cselekvési térre szoríttatván, különféle ipari és üzleti telepeket létesített, úgy hogy többekkel társulva, egyszerre 10-12 iparüzletet és keresetforrást tartott fenn; bírták a városi regálékat, liszt-, kása- és olajmalmokat és 25 ezer forintba kerülő hollandi szélmalmot létesített, likőrgyárt, malomkőraktárt rendezett be sat. 1857-ben visszanyervén az ügyvédséget, ezt folytatta az 1860-as évek elejéig és a debreceni takarékpénztárnak létrejötte óta igazgatósági tagja volt.
1855., 1858. és 1862-ben nagyobb utazásokat tett Észak-Németországban, a Rajna-vidékén, Hollandiában, Belgiumban, Angliában, Franciaországban és Svájcban. 1867 után leginkább hírlapszerkesztéssel foglalkozott.
1875. augusztusban a debreczeni város közgyűlés, minthogy a városi színházra nézve a színházi intendatúra kezelése megszűnt, őt bízta meg, hogy mint színházi felügyelő a színház vagyoni és művészi érdekeit gondozza és úgy anyagi, mint szellemi ügyei fölött őrködjék. 1876-ban tanyabirtokán 16 000 forint befektetéssel Telegdi-sóstó nevezettel sziksós vízű és gyógyerejű terjedelmes gyógyfürdőt építtetett.
Az irodalomban többnyire Csatári Ottó és Telegdi László neveket használt, jegyei: Cs. O. és T. K. L.

## Írásai
Költeményeket és Fáy-modorú meséket írt a Jelenkorba (ezen lapnak 1835-től 1847-ig állandó munkatársa és levelezője volt), a Társalkodó cz. melléklapjába (1835., 1837. Debreczen jelen állapotja, 1839. Duanaparti tájképek Lincztől Bécsig. 1841. Uti szemle az élet mezején, A slavismus és illirismusról czikksorozat), a Regélőbe (1839. Bécsi levelek), a Tudom. Tárba (1840. A müncheni fenytő dologház, 1841. 69. sz. Egy váltókérdés, A bankügy, Európa jeles bankjai), az Életképekbe (1844. Utazási emléklapok, 1845. Füredi út sat. és Irodalom, 1846. Uti emléklapok, A magyar irodalom 1845. termékei, humorisztikus életképek, 1847. Irodalom rovat), a Hetilapba (1846-47. Közgazdászati cikkek), a Pesti Hirlapba s a Budapesti Hiradóba (1846. politikai czikkek), a győri Hazánkba (1847. kereskedelmi), a Pesti Divatlapba (1847. utazási cikkek és életképek, 1848. Irodalmunk 1847. évi termékei), a Hölgyfutárba (1851-53. beszélyek és életképek), a Vahot Imre Reményébe és Császár Ferencz Divatcsarnokába (1854. párisi útja s pénzügyi cikkek), a kolozsvári Hetilapba (1854. beszély), a Napkeletbe (1857. Utazási emlékek), a Vasárnapi Ujságba (1860. Böngészet az élet és tudomány mezején, Egy pár szó a térképekről, mint taneszközökről, 1864.), Nefelejtsbe (1861. Csevegés az olvasóhoz), a Családi körbe (1863 Utleirás), a Szana Koszorújába (1844. Petőfi Sándor életéből); a saját lapjai megszünvén 1877-től a Debreczeni Ellenőrbe s a Debreczenbe írt különféle tárgyú czikkeket; legutolsó irodalmi dolgozata: A debreczeni szinészet története 1798. aug. 9-től 1891 végeig.

## Munkái
- Útazás a felső-austriai sókamarai-uradalom, Salzburg, Tyrol, és Bajorhonban. Debrecen, 1840. Online
- Anya és vetélytárs, eredeti szomorujáték 4 felv. Buda, 1842. (Szinműtár III. 4. füzet.)
- A bankokról. Debreczen, 1842.
- Rövid magyar magánjog, népiskolák és gyermekek számára. Uo. 1845.
- Beszélyek és életképek. Uo. 1852.
- Debreczeni Ellenőr. Politikai szemle. Uo. 1861. Három füzet.
- Uti emlékapok és utazási kézikönyv. I. kötet. Északi Németország, Rajnavidék és Hollandia, Uo. 1865. (Csatári Ottó névvel, a II. kötet: Belgium, London, Anglia s a III. köt. Páris, Francziaország és Svájcz, a censura miatt nem jelenhetett meg.)

Szerkesztette Szanka Józseffel együtt Debreczenben az Alföldi Hirlapot, melyet 1848. júl. 2. indított meg, ez hetenként kétszer jelent meg politikai tartalommal; a lapnak ekkor 1500 előfizetője volt; közelegvén az orosz sereg Tokai felől, a lapot 1849. jún. 28. a 67. számmal megszüntették (az oroszok távoztával Szanka a lapot júl. 22. újra megindította és aug. 2-ig szerkesztette); az Alföldi Hirlap új folyamát 1867. júl. 1-től 1876. jún. 24-ig, mely hetenként háromszor, 1874-től kétszer jelent meg, és az Alföldi Lapok vegyes tartalmú folyóiratot 1876. júliusától, melyből 20 szám jelent meg szintén Debreczenben, és megszünt 1877. jún. végén; ezen lapokban, melyeket Telegdi László néven adott ki, a vezér- és tárcacikkek legnagyobb részét ő írta.
A Magyar Tudományos Akadémiának törvénytudományi azon pályakérdésére, mely a polgári törvénykezési eljárásokat elméletileg és gyakorlatilag tárgyalta, 1846-ban írt munkájával 100 arany jutalmat nyert.